# KTEP COMPLETE
『KTEP COMPLETE』（ケーティーイーピー・コンプリート）は、KTEPシリーズ4作品に収録されている楽曲のみで構成された、KEYTALKの編集盤。2016年7月6日にKOGA RECORDSから発売された。

## 概要
KEYTALKがインディーズ時代に発表し、長らく廃盤になっていたKTEPシリーズである『KTEP』『KTEP2』『KTEP3』『KTEP FREE』の4作品をまとめたアルバム。CDとDVDの2枚組で、DVDにはインディーズ時代にリリースしたライブDVDの一部映像や、YouTube配信番組「KEYTALK TV」の未公開カットが収録されている。また、インディーズ時代の写真が歌詞カードとともにブックレットとして封入されている。ジャケットは、KTEPシリーズを手がけたデザイナーである勝見拓矢が担当した。
2016年7月27日には、当アルバムの発売を記念したワンマンライブが行われ、インディーズ時代の曲のみで構成されたセットリストで敢行された。
『KTEP FREE』収録曲の「東京Star」は会場限定シングル『PASSION / 東京Star』収録時の歌詞と異なっている。しかし、歌詞カードに変更前の歌詞が記載されていたため、お詫びとともに2016年7月7日付のホームページ内でPDF形式でプリントアウトできるページが公開されている。
2017年7月20日から9月10日にかけて行われた「夏フェスティバル♪KEYTOBU」と題した東武鉄道とのコラボレーションにより、東武東上本線鶴ヶ島駅の下りホーム1番線で『KTEP2』及び本作の収録曲「MABOROSHI SUMMER」が発車メロディとして使われた。

## 収録曲

### CD
| #         | タイトル                                                | 作詞      | 作曲               | 時間  |
| --------- | ------------------------------------------------------- | --------- | ------------------ | ----- |
| 1.        | 「orange and cool sonds」                               | 首藤義勝  | 小野武正           | 4:15  |
| 2.        | 「消えていくよ」                                        | 寺中友将  | 首藤義勝、小野武正 | 3:10  |
| 3.        | 「amy (KTEP ver.)」                                     | 首藤義勝  | 首藤義勝           | 2:29  |
| 4.        | 「A型」                                                 | 寺中友将  | 寺中友将           | 3:07  |
| 5.        | 「MABOROSHI SUMMER」                                    | 首藤義勝  | 首藤義勝           | 3:46  |
| 6.        | 「color」                                               | 寺中友将  | 小野武正           | 2:37  |
| 7.        | 「祭りやろう」                                          | 寺中友将  | 寺中友将           | 3:43  |
| 8.        | 「アーカンザス」                                        | 首藤義勝  | 首都義勝           | 3:12  |
| 9.        | 「太陽系リフレイン」                                    | 首藤義勝  | 首藤義勝           | 3:12  |
| 10.       | 「マキシマム ザ シリカ」                                | 寺中友将  | 寺中友将           | 3:29  |
| 11.       | 「zero」                                                | 首藤義勝  | 首藤義勝           | 2:23  |
| 12.       | 「happy end pop (KTEP3 ver.)」                          | 寺中友将  | 首藤義勝           | 3:09  |
| 13.       | 「おはようトゥエンティ」                                | 首藤義勝  | 首藤義勝           | 3:54  |
| 14.       | 「東京Star」                                            | 寺中友将  | 寺中友将           | 2:51  |
| 15.       | 「桜の風吹く街で」                                      | 首藤義勝  | 首藤義勝           | 3:05  |
| 16.       | 「物販」                                                | KEYTALK   | KEYTALK            | 1:07  |
| 17.       | 「MABOROSHI SUMER (Altanative ver.)」(ボーナストラック) | 首藤義勝  | 首藤義勝           | 3:58  |
| 合計時間: | 合計時間:                                               | 合計時間: | 合計時間:          | 53:27 |

### DVD
1. 「SUGAR TITLE TOUR DVD」「オムスターの逆襲DVD」ダイジェストLIVE映像
2. 「KEYTALK TV 2010-2013」抱腹絶倒のディレクターズカット版